# Sátira

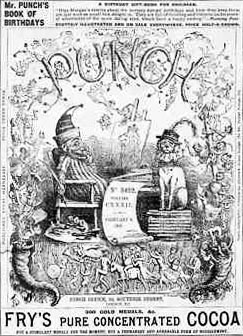
Edición de 1867 de punch, una innovadora revista británica de humor popular que incluye una gran cantidad de sátiras de la escena contemporánea, social y política.

La sátira es un género literario que expresa indignación hacia alguien o algo, con propósito moralizador, lúdico o meramente burlesco. Se puede escribir en prosa, verso o alternando ambas formas (sátira menipea). Se inspira en la poesía yámbica griega y se desarrolló sobre todo en la literatura latina.
Estrictamente la sátira es un género literario, pero también es un recurso que encontramos en las artes gráficas y escénicas. En la sátira los vicios individuales o colectivos, las locuras, los abusos o las deficiencias se ponen de manifiesto por medio de la ridiculización, la farsa, la ironía y otros métodos; ideados todos ellos para lograr una mejora de la sociedad. Aunque originalmente la sátira se utilizó para la diversión, su pretensión real no es el humor en sí mismo, sino un ataque a una realidad que desaprueba el autor, usando para este cometido el arma de la inteligencia.
Es común y casi característico que la sátira se encuentre fuertemente impregnada de ironía o sarcasmo; además la parodia, la burla, la exageración, las comparaciones, las yuxtaposiciones, la analogía y las dobleces son usados de manera frecuente en el discurso y la escritura satírica. Lo esencial, sin embargo, es que "en la sátira la ironía sea militante". La ironía militante a menudo declara abiertamente que acepta las situaciones que son blanco del ataque de la sátira. La diferencia entre la parodia y la sátira es que, mientras la parodia es la imitación burlona de una cosa seria, la sátira es la crítica humorística de un vicio.

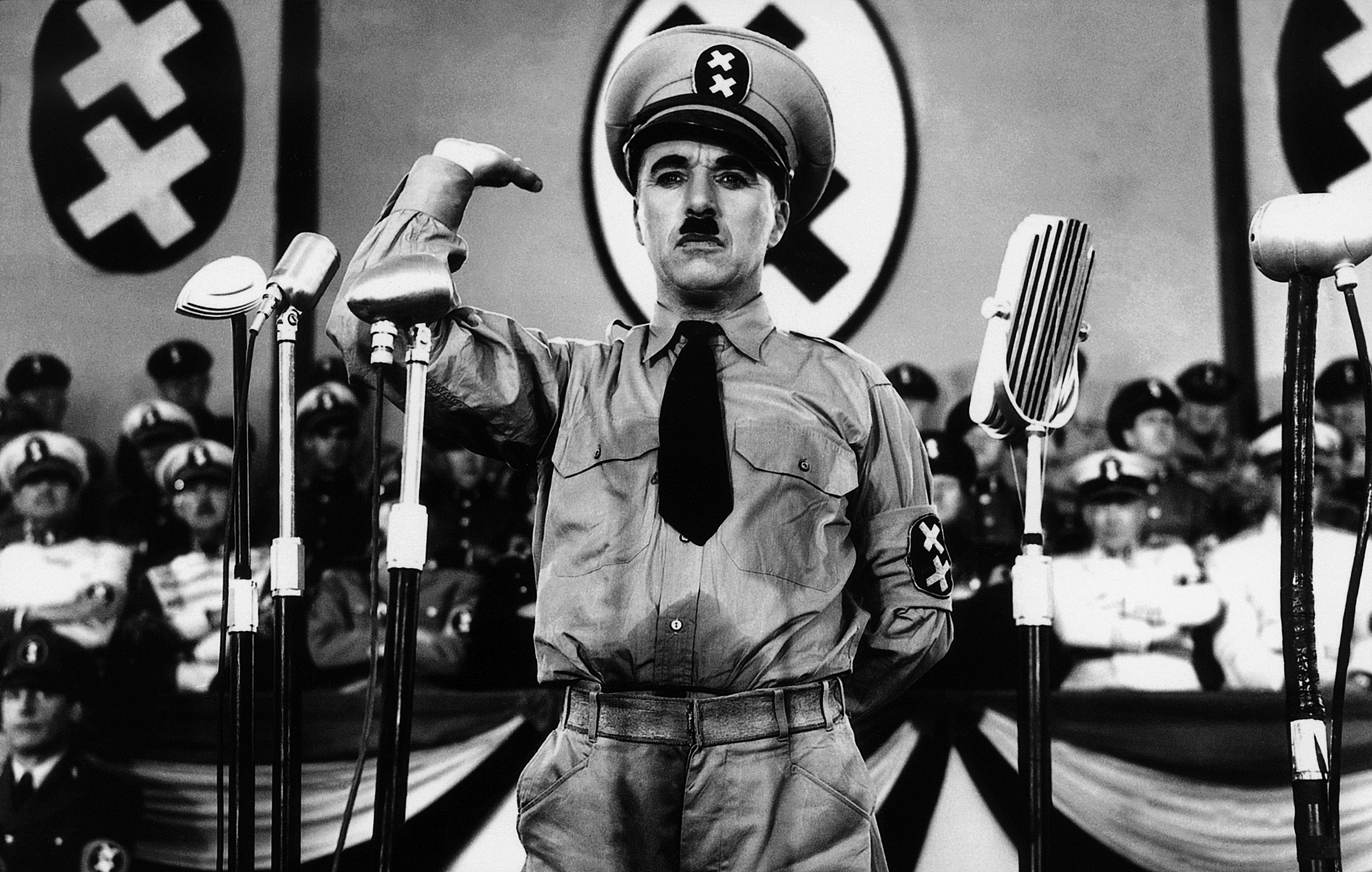
Fotograma de la película The great dictator (El gran dictador) de Charles Chaplin

## Orígenes
Los orígenes surgieron en Grecia con los yambógrafos Semónides de Amorgos y Arquíloco de Paros principalmente, aunque también el comediógrafo Aristófanes la incluyó en sus obras, y se acercaron a ella el poeta Bión y filósofos de la Escuela cínica como Menipo de Gadara a través del género literario de la diatriba o discurso violento e injurioso para criticar personas o acontecimientos desde el punto de vista moral. Luciano de Samosata dio un gran impulso al género a través de sus diálogos (Diálogos de los muertos, Diálogos de los Dioses, Diálogos de meretrices...) que admiten la sátira como elemento fundamental en su fuente, estructura e intención; sin embargo, el género se desarrolla fundamentalmente en Roma (Ennio, Lucilio, Varrón, Catulo, Horacio, Juvenal, Persio, Marcial, por orden cronológico). Tanto es así, que Marco Fabio Quintiliano consideraba a la sátira como un género completamente romano (Institutiones X, 1, 9: «satura quidem tota nostra est». Así pues, se trata de una composición extensa con la que se critican o ridiculizan vicios humanos. Puede adoptar las formas más diversas: la invectiva, el diálogo, la prosa, el verso, el epigrama, el artículo periodístico, etc.

## Estilo
La sátira se suele valer del humor, de la anécdota y del ingenio para ridiculizar defectos sociales o individuales, efectuando así una crítica social; a veces adopta para ello la forma más concentrada del epigrama, que expresa un solo concepto y un único tema de burla; por el contrario, la sátira suele ser mucho más extensa y prolija. Existe una gran variedad de temas, desarrollos y tonos, pero son recursos habituales en la sátira:
- La redacción de alguna cosa para hacerla parecer ridícula, o examinarla en detalle para hacer destacar sus defectos.
- La exageración o hipérbole: se toma una situación real y se la exagera hasta tal punto que se convierte en ridícula. La caricatura utiliza esta técnica.
- La yuxtaposición que compara cosas disimiles: el ayer y el hoy, la juventud y la vejez, etcétera, de forma que una adquiere menor importancia.
- La parodia o imitación burlesca de las técnicas o estilo de una persona, de forma que se vea ridiculizada. Puede ser utilizado en el género literario y en artes cinematográficas

La sátira en síntesis es una composición literaria en la que se realiza una crítica de las costumbres y de las conductas deshonestas de individuos o grupos sociales, con un fin moralizador, burlesco o de simple diversión. En ella, los personajes están presentados como seres de carne y hueso no como tipos.

## La sátira

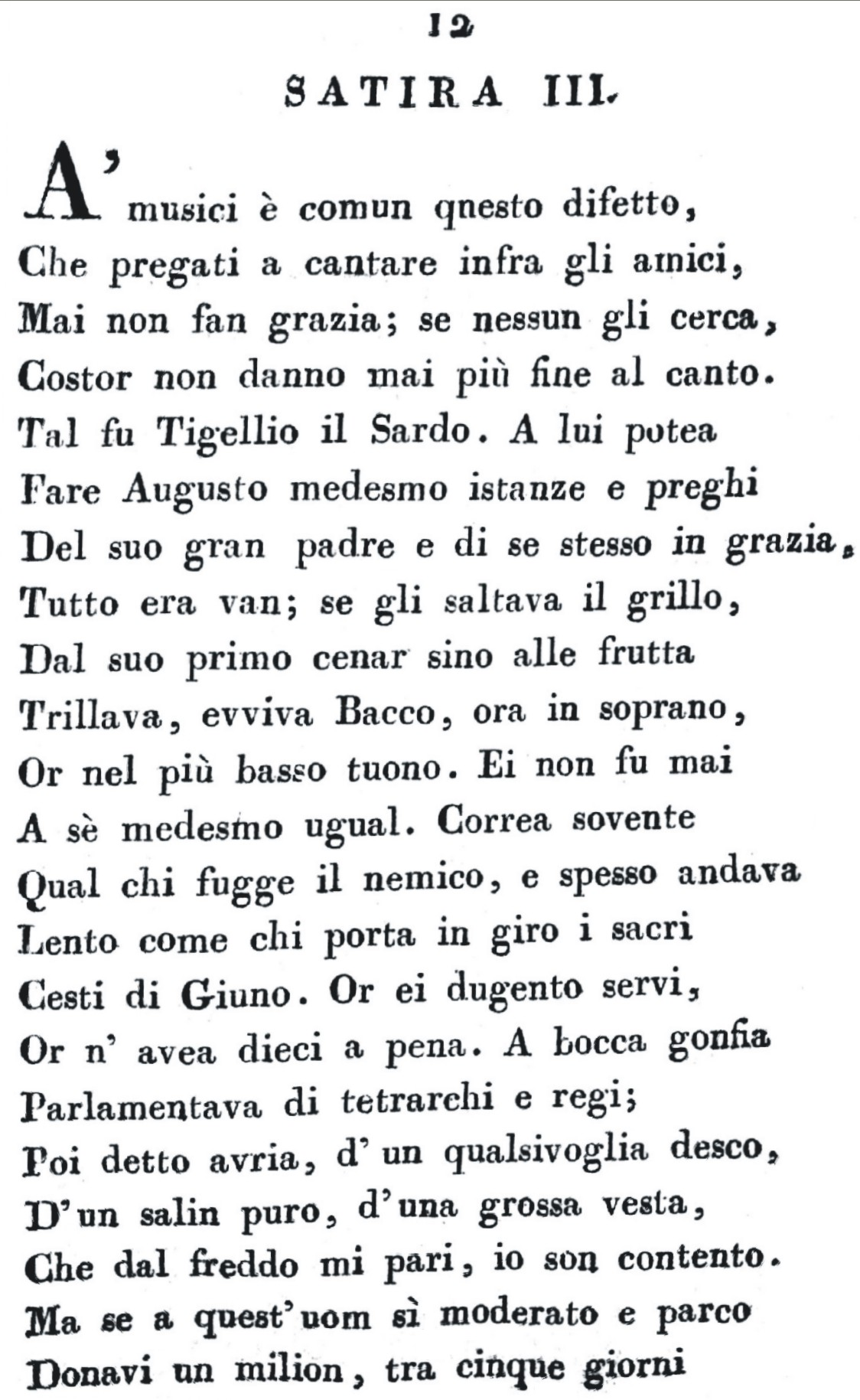
"Le sátira e l'epistole di P. Orazio Flacco", impreso en 1814.

Los filósofos griegos ya habían escrito sermones morales o diatribas que tenían el contenido satírico de atacar vicios morales o sociales: Epicteto, Bión de Borístenes, Menipo y Luciano de Samosata; estos autores inspiraron con frecuencia la sátira, tan característica de la literatura latina, ya que fue en Roma donde experimentó un fuerte desarrollo y popularidad; «satira» en latín significa una especie de macedonia u olla podrida de distintos y muy diversos elementos, por lo que es fácil acoger contenidos y formas satíricas en otros géneros. De hecho, se encuentra sátira en algunos "sermones" de Horacio o «sátiras» de Persio y de Juvenal, ciertos «carmina» o poemas de Catulo o los «epigramas» de Marcial, incluso en ciertos pasajes de Séneca como en el pasaje sobre el embarazo de Roma en la Cartas a Lucilio (VI, 56). La noción de género literario sería, pues, inadecuada y habría que hablar más bien de registro. Pero, en cuanto a género literario codificado, debe atribuirse su invención a Lucilio, de cuya obra sólo quedan algunos fragmentos de variable extensión, y apareció en el siglo II a. C. entre los latinos.
Los principales autores de sátiras en la literatura latina son:
- Lucilio, cuya obra se ha conservado de forma fragmentaria, pero al cual aluden numerosos poetas que cultivaron el género.
- Varrón, autor de sátiras menipeas, clase especial de sátira reconocible por su mezcla de verso y prosa, y explícitamente colocada en la perspectiva de una herencia griega, puesto que hacen referencia a Menipo de Gádara, filósofo cínico griego del siglo II a. C..
- Horacio, quien, con sus sermones o conversaciones hizo de la sátira un género amable entreverado de algunas críticas y sentencias.
- Persio, de estilo obscuro y de contenido influido por el Estoicismo.
- Séneca, que empapa sus textos de filosofía moral y de anécdotas picantes y propiamente satíricas, pero también como probable autor de una sátira menipea, La Apocoloquintosis (calabazificación) del divino Claudio.
- Juvenal, quien contaminó con un ácido y amargado humor sus propósitos morales atacando a la sociedad en todos sus vicios: tiranía, perversidad femenina, supersticiones, privilegios...
- Petronio consagró una sátira menipea extensa a criticar la sociedad en tiempos del emperador Nerón en forma de novela, su Satyricon, de la que solo han subsistido algunos fragmentos.
- Marcial escribió solamente epigramas, donde atacó el lujo desordenado, la ambición y la hipocresía en la Roma de los emperadores Flavios.

## La sátira en la literatura

### En la literatura castellana e hispanoamericana
Desde la Edad Media el género se cultivó en España; el primero en usarlo fue Juan Ruiz, arcipreste de Hita, que atacó el poder igualador del dinero al trastocar el inmutable orden social estamental medieval. Lo satírico entró incluso en la composición de numerosos géneros como la novela picaresca, la fábula, el artículo periodístico o la pieza teatral de costumbres, el esperpento de Ramón María del Valle-Inclán o la tragedia grotesca de Carlos Arniches; es más, forma parte esencial de obras tan importantes como el Don Quijote de la Mancha de Miguel de Cervantes.
Autores satíricos españoles fueron, en la Edad Media, fuera del ya citado arcipreste de Hita, Pero López de Ayala y El Corbacho o reprobación del amor mundano de Alfonso Martínez de Toledo. Hay que mencionar además a numerosos autores de la llamada lírica cancioneril del siglo XV, entre ellos los anónimos redactores de las Coplas del provincial, de las Coplas de Mingo Revulgo y de las Coplas de la panadera; fue especialmente fuerte una sátira política como Querella de la Gobernación de Gómez Manrique, auténtico lamento por el desgobierno de Castilla en el siglo XV. La Celestina, por otra parte, contiene duras diatribas contra los señores en las palabras de la meretriz Areusa. Sus continuaciones e imitaciones, en especial la mejor de estas últimas, La lozana andaluza de Francisco Delicado, abundan también en componentes satíricos.
En el siglo XVI el bufón Francesillo de Zúñiga pagó caros sus atrevimientos en la Crónica burlesca del emperador Carlos V siendo asesinado; don Diego Hurtado de Mendoza cultivó este género en verso y quizá también en el anticlerical Lazarillo de Tormes que se le atribuye, el cual dio origen a la novela picaresca, un género aparte de gran componente satírica; entre las novelas más importantes por su contenido satírico de este género hay que citar la Segunda parte del Lazarillo del manchego Juan de Luna, una gran sátira contra la hipocresía religiosa y la Inquisición que tuvo que publicarse en Francia, el Guzmán de Alfarache (1599) de Mateo Alemán y sus continuaciones propias o apócrifas, el Buscón de Quevedo, El siglo pitagórico de Antonio Enríquez Gómez y el Estebanillo González anónimo. Una obra cercana a la picaresca y de carácter ante todo satírico es también El diablo Cojuelo de Luis Vélez de Guevara.
Ya en 1609 Félix Lope de Vega, en su Arte nuevo de hacer comedias en este tiempo, advertía que en la sátira no se fuera «claro ni descubierto»: «pique sin odio, que si acaso infama / ni espere gloria ni pretenda fama»; él mismo en su poesía ataca a Góngora y al Culteranismo o Gongorismo sin mencionarlo directamente, enfrentándose con sus discípulos y con su estilo más que con él mismo; ya lo recomendaba Horacio en su Arte poética. Es fundamental también el nombre de Miguel de Cervantes, y sus obras El coloquio de los perros y el Viaje del Parnaso, entre otras; en él domina la sátira literaria y del idealismo renacentista sobre cualquier otra, aunque en sus sonetos satíricos también se burla del orgullo desmedido. Luis de Góngora compuso sátiras contra damas pedigüeñas y nobles hipócritas y Francisco de Quevedo lo superó en ese terreno atacando la decadencia de la España del Conde Duque y a lo que él llamaba "vulgacho"; también se metió con médicos y no solo con los amujerados, sino con las mujeres, como misógino que era; el Conde de Villamediana, (Juan de Tassis y Peralta), fue más osado que ambos, atreviéndose a atacar frontalmente a los Grandes de España, cuyas debilidades conocía bien; por eso ( y por varios motivos más) tal vez murió asesinado. En cuanto a los hermanos aragoneses Lupercio Leonardo de Argensola y Bartolomé Leonardo de Argensola, su sátira es más moral que social y de sesgo horaciano. Un contenido satírico muy importante es además el que acogen novelas bizantino-filosófico-satíricas como El Criticón de Baltasar Gracián y algo menos el León prodigioso de Cosme Gómez Tejada de los Reyes.
En el siglo XVIII destacan Diego de Torres y Villarroel y Francisco José de Isla; este último criticó la exuberante y pedantesca oratoria posbarroca. Junto a de Isla, Agustín de Montiano y Luyando escribió un ensayo titulado  "Notas  para  el  uso  de  la  sátira" (1758) con la intención de reconducir la sátira que tendía al papel injurioso continuador de la herencia barroca más que a la crítica ilustrada. Desde estos postulados de la Ilustración José Cadalso, León de Arroyal, el padre Isla  y Leandro Fernández de Moratín adoptaron este género, junto a la fábula y el epigrama, para reformar la sociedad; en el siglo XIX Sebastián de Miñano, Félix Mejía, Mariano José de Larra, Leopoldo Alas (que presidía el grupo satírico del Bilis club), Modesto Lafuente, Miguel Agustín Príncipe y Juan Martínez Villergas destacan especialmente, extendiéndola al artículo periodístico de opinión que  dio  cobertura  a  las distintas polémicas culturales, religiosas y políticas.
En Hispanoamérica destacan en el Siglo de Oro los limeños Mateo Rosas de Oquendo y Juan del Valle Caviedes; en el XIX continuará el también peruano Manuel González Prada. En el virreinato de Nueva España destaca en el siglo XVII la dura sátira contra el machismo de sor Juana Inés de la Cruz ("Hombres necios que acusáis...") y en el XIX destacan las políticas de José Joaquín Fernández de Lizardi ("El Pensador mexicano"), Pablo de Villavicencio ("El Payo del Rosario" y "El Payo del Sinaloa"), Luis Espino (cuyo pseudónimo era "Spes in Livo") y Rafael Dávila ("La rata güera").
En el Río de la Plata la sátira también fue empleada por Agustín Cuzzani, un escritor argentino que mediante su obra teatral "El centroforward murió al amanecer" combinó la sátira con la farsa formando un estilo que el mismo llamó "farsátira" el cual -en esta obra- mediante ricos recursos literarios expresa quejas y deja aprendizajes a los lectores acerca de la libertad en todas sus formas de expresión, y Jorge Luis Borges destacó también las habilidades satíricas de León Bloy en su "Arte de injuriar".

### En la literatura en lengua inglesa

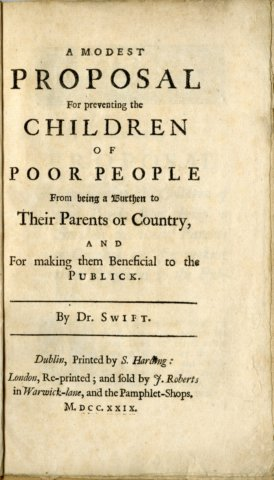
Portada de Una modesta proposición, 1729

En la literatura inglesa, la sátira fue muy cultivada durante el siglo XVIII, hasta el punto de ser llamada la "época de la sátira". Destacan principalmente Jonathan Swift (Los viajes de Gulliver, Una modesta proposición) y Alexander Pope (La dunciada). La tradición fue continuada en la siguiente generación por Henry Fielding (Joseph Andrews, Tom Jones, Shamela, Jonathan Wild,...) y Tobias Smollett (Las aventuras de Roderick Random), que combinaron la sátira con la tradición picaresca y un gran realismo; la obra de Laurence Sterne también hace uso extensivo de la sátira. A principios del s. XIX Jane Austen, en su La abadía de Northanger, satirizará la novela gótica con gran sofisticación. En plena época victoriana, la obra de Thackeray, de Charles Dickens o de Anthony Trollope abandona la sátira tradicional en pos de un mayor realismo. Modernamente pueden citarse autores como Aldous Huxley (Un mundo feliz) o George Orwell (Rebelión en la granja, 1984).
En Estados Unidos destacan especialmente en el siglo XX los humoristas del Realismo Mark Twain (Los inocentes en el extranjero, Flores de mi árbol genealógico, etc.) y Ambrose Bierce (El diccionario del Diablo, Fábulas fantásticas, Esopo enmendado). Ya en el siglo XX, destaca el círculo o Mesa redonda del Algonquín, Groucho Marx y el escritor y cineasta Woody Allen entre otros.

### En la literatura francesa
En la Edad Media destacan los fabliaux; François Rabelais escribió dos grandes novelas satíricas: Gargantúa y Pantagruel. Nicolás Boileau escribió algunas sátiras; el mayor escritor francés satírico del siglo XVIII es, sin duda, Voltaire, sobre todo por sus opúsculos y cuentos, de los que pueden citarse por ejemplo Las preguntas de Zapata, Los viajes de Scarmentado y su famoso Cándido[cita requerida].

### En la literatura italiana
En la literatura italiana la traducción satírica continuó con vigor a través de figuras como Giovanni Boccaccio (Decamerón, Corbaccio). Teófilo Folengo, autor de un especial lenguaje satírico, el expreso en latín macarrónico, en los 25 libros del Opus maccaronicum o Maccheronee, recogido en cuatro redacciones muy diversas (1517; 1521; 1539-40; 1552, póstuma), o Pietro Aretino, conocido como "azote de príncipes"; destaca también Traiano Boccalini. Ya en el siglo XX, fue famoso Giovanni Guareschi por sus relatos y novelas satíricas en torno a la convivencia de un cura preconciliar, Don Camilo, y un alcalde comunista, Peppone, en el mismo pueblo.

### En otros países
En Países Bajos, Erasmo de Róterdam se mostró satírico en algunos de sus Coloquios: La opulencia sórdida, El banquete de los gramáticos, El sermón de Merdard... y un gran e irónico discurso satírico, el Elogio de la necedad.
En Alemania, Sebastián Brant escribió Das Narrenschiff (La nave de los necios) y Erich Kästner escribió Fabian. Die Geschichte eines Moralisten (Fabián. Historia de un moralista).
Contra el militarismo es una obra maestra de la literatura checa El buen soldado Švejk (escrito también como Schweik, Schwejk o Shveik en algunas traducciones y pronunciado [ˈʃvɛjk]), una novela satírica de Jaroslav Hašek publicada en 1921 y 1922.

## La sátira en elsigloXX
En el siglo XX, la sátira es utilizada por autores como Aldous Huxley y George Orwell para hacer graves y pavorosos comentarios sobre los peligros de los cambios sociales generalizados que se extienden a por los Estados Unidos y Europa. En la película El gran dictador (1940), Charles Chaplin realiza una sátira de Adolf Hitler. Muchos críticos sociales de este tiempo, tales como Dorothy Parker y H.L. Mencken utilizan la sátira como arma, este último afirmó que "una carcajada vale más que cientos de silogismos" para que el público acepte la crítica. Joseph Heller satiriza la burocracia y el militarismo en su mejor obra, Catch-22, que es frecuentemente citada como una de los grandes logros literarios del siglo XX. El novelista Sinclair Lewis es conocido por sus relatos satíricos, tales como Babbitt, Main Street and Ii Can't Happen Here. Sus libros investigan y satirizan los valores americanos contemporáneos.
La película Dr. Strangelove (1964) se convirtió en una popular sátira sobre la Guerra Fría. Uno de los más divertidos subgéneros de la sátira nace en Reino Unido en los primeros años sesenta con The Satire Boom, con Peter Cook, John Cleese, Alan Bennett, Jonathan Miller, David Frost, Eleanor Bron y Dudley Moore, y el programa de televisión That Was The Week That Was. Más recientemente, la película mexicana El Infierno, dirigida por Luis Estrada, puede ser considerada una sátira hacia la problemática actual del narcotráfico y crimen organizado en México.
Como cultivadores asiduos de la sátira contemporánea cabe destacar en España a revistas de larga trayectoria como El Jueves, aglutinadora de gran cantidad de humoristas gráficos, a dibujantes como El Roto, a escritores como Ramón Ayerra, a poetas como José Aguilar Jurado ("Fray Josepho"), a los periodistas Jaime Campmany y Alfonso Ussía o a la compañía teatral Els Joglars en España y a Leo Bassi y Dario Fo en Italia.

## Música satírica
La música satírica describe la música que emplea la sátira o que ha sido descrita como tal. Trata temas de estructuras sociales, políticas, religiosas y culturales, proporcionando comentarios o críticas sobre ellas, generalmente bajo el disfraz de humor oscuro o géneros musicales respectivos. Los temas incluyen sexualidad, raza, cultura, religión, política, instituciones, temas tabú, moralidad y la condición humana.

### Historia
La ruta satírica en la música ha sido explorada innumerables veces; desde baladas premodernas como el *Cantar de los Cantares* del siglo IV a. C. hasta la música clásica, de vanguardia y popular moderna. Algunos ejemplos son:

### Clásica
Ballets, óperas, baladas y obras teatrales satíricas incluyen *Le Bourgeois gentilhomme* (1670), *Il Girello* (1682) de Alessandro Melani, *L'Europe galante* (1697), *Poly* (1729), *Le carnaval des revues* (1860) de Jacques Offenbach, *La belle Hélène* (1864), *Ariadne auf Naxos* (1912), tercer movimiento de *Lieder eines fahrenden Gesellen* (1897), *Die Dreigroschenoper* (1928), *Neues vom Tage* (1929), *L'amour des trois oranges* (1921), *The Rake's Progress* (1951), el compositor del siglo XVII Molière y el compositor del siglo XX György Ligeti.

### Popular
El cantante folk estadounidense Bob Dylan (1961–), el músico de soul Gil Scott-Heron (1969–2011), el humorista y músico de rock Frank Zappa (1955–1993), los músicos de funk surrealista George Clinton (1955–) y Parliament Funkadelic, la banda de hardcore punk Dead Kennedys (1978–), la banda de grindcore Anal Cunt (1988–2011) y la banda de punk rock The Kominas (2004–).

### De vanguardia
Los músicos que combinaron sátira y vanguardia incluyen a Throbbing Gristle (1975–), Negativland (1979–), Culturcide (1980–), y el llamado movimiento *Americana absurdum*, que comprende a los monjes (1964–1967), The Residents (1969–), especialmente sus álbumes *The Residents Present the Third Reich and Roll* (1976) y *Commercial Album* (1980), DEVO (1973–) y Talking Heads (1975–1991). Otro ejemplo es el álbum de digital hardcore *Alec Empire vs. Elvis Presley* (1998).
- - Sátira en la contracultura**

Las escenas musicales de contracultura y vanguardia, caracterizadas por ser "agresivas en sonido, desafiantes en contenido", que dieron lugar a la música popular como el hip hop y el heavy metal, muestran transgresiones satíricas de los tabúes.
Según el sociólogo británico Keith Kahn-Harris, la "actitud irónica" ha sido una parte fundamental de la "escena extrema del Reino Unido", adoptando elementos cómicos y de *camp* para transgredir lo que los ajenos a la escena consideran "aceptable"; por ejemplo, apropiándose de la imaginería del Holocausto para promover una postura relacionada con el aborto o los derechos de los animales. Otras veces, como en el caso del black metal, exagerando los tropos y comportamientos dentro de las culturas musicales o la sociedad. En la cultura hip-hop, especialmente en el gangsta rap y los raperos de los años 90 como Missy Elliot, el humor transgresor del rap "gira alrededor de los movimientos establecidos del realismo del gangsta y el afrocentrismo progresivo" hasta el punto de una autodepreciación exagerada, aunque crítica.
El vaporwave, un género musical de Internet, toma muestras del trabajo de video corporativo, viejos jingles publicitarios y música del llamado período de auge económico de los años 80, como el smooth jazz o el R&B contemporáneo, y los distorsiona para producir una especie de música repetitiva ralentizada, con cambio de tono y deliberadamente de baja calidad, que fue elogiada como un comentario sobre "las culturas corporativas del capitalismo" o el consumismo debido a su tono musical ambivalente y satírico. Uno de los álbumes de vaporwave que utiliza sátira es el álbum *FARSIDEVIRTUAL* (2011) de James Ferraro.

### Sátira en la música popular
La ambigüedad de la sátira ha contribuido a malas interpretaciones populares de la música que la adoptó. Por ejemplo, la canción *Born in the U.S.A.* (1984) de Bruce Springsteen, incluida en la lista de Rolling Stone de "Las 500 mejores canciones de todos los tiempos" y en las *Songs of the Century* de la RIAA, fue escrita como una sátira pero canonizada como un "himno patriótico de rock", una designación que ignora el mensaje de "qué tan lejos los líderes políticos se habían desviado de los valores sobre los que se fundó el país", criticando el establecimiento con el memorable estribillo. Como añade Springsteen, se trata del hombre de clase trabajadora atravesando
[A] una crisis espiritual, en la que el hombre queda perdido. Es como si ya no tuviera nada que lo conectara a la sociedad. Está aislado del gobierno. Aislado de su trabajo. Aislado de su familia... hasta el punto en que nada tiene sentido.
- - Sátiras populares**

- - Parodia**

Artículo principal: Música de parodia  
Ver también: Parodia en la música popular  
La música de parodia en el sentido más verdadero es un tipo de obra que imita seriamente un original conocido y, al mismo tiempo, satiriza de manera encubierta el entorno del cual ese original es parte (comparar con el pastiche, que no realiza lo último y se confunde con "homenajes"), mientras que en el peor de los casos, solo copia una composición original para obtener un "efecto paródico".
- - Sátira cómica**

Artículo principal: Música de comedia  
Ver también: Rock de comedia y hip hop de comedia  
Las corrientes cómicas de sátira incluyen música cómica y de novedad, típicamente centradas en bromas de amplio atractivo y caricaturas. Ambas llegaron con la música popular en las décadas de 1940 y 1950, y las parodias cómicas de géneros musicales y artistas contribuyeron a una corriente popular de sátira en el mainstream.
La contribución satírica de Stan Freberg fue *Green Chri$tma$* (1959), que atacaba y ofendía a los anunciantes, pero él no estaba en contra de la publicidad y personalmente creó una campaña efectiva de Coca-Cola. El popular cómico satírico Weird Al Yankovic contribuyó con *Frank's 2000 TV* (1992), una canción sobre una relación de amor/odio con la cultura pop y la tecnología, y *Young, Dumb & Ugly* (1993), una canción sobre la actitud de los jóvenes rebeldes. La banda de punk de California The Offspring expresó un estilo de sátira humorística en *Come Out and Play* (1994), una canción sobre la violencia juvenil en pandillas, y *Pretty Fly (For a White Guy)* (1998), una canción sobre los jóvenes pobres de los 90 adoptando una actitud de subcultura por parte de un joven suburbano de clase alta.
Por otro lado, Tom Lehrer es conocido por su estilo de yuxtaposiciones cómicas mórbidas y críticas satíricas de la cultura, como en *Poisoning Pigeons in the Park*, que empareja una melodía inofensiva con letras al estilo de Charles Addams:
- Los mataremos a todos, en medio de risas y alegría

Excepto a unos pocos que llevamos a casa para experimentar*
Mientras tanto, *My Home Town* describe la prostitución, la pornografía, el asesinato, el incendio provocado entre la gente común utilizando un tono nostálgico. La música humorística de Lehrer con matices de sátira social y política atrajo censura y prensa negativa que él volvió a imprimir en la portada de sus álbumes. Por reputación de boca a boca, vendió 370,000 copias a finales de la década de 1950 y desarrolló un seguimiento en Australia, Dinamarca e Inglaterra. Lehrer contribuyó con *The Folk Song Army*, *National Brotherhood Week*, *I Wanna Go Back to Dixie*, *So Long, Mom (I'm Off to Drop the Bomb)* y *We Will All Go Together When We Go*, que examinan la sociedad y los fracasos tanto de la izquierda como de la derecha.
Randy Newman, un humorista de estilo *americana*, fusionó música de estilo antiguo con letras sardónicas y ha contribuido a la sátira con *12 Songs* (1970), *Sail Away* (1972) y *Good Old Boys* (1974). La canción de Newman *Rednecks* (1974), prohibida en Boston, Massachusetts, y con su emisión restringida por contener la palabra 'nigger', comienza como una representación estereotipada de los "racistas sureños" y termina ilustrando un racismo menos evidente en el norte de los Estados Unidos:
Ahora el nigger del norte es un Negro  
Ves, él tiene su dignidad
Aquí abajo somos demasiado ignorantes para darnos cuenta
De que el norte ha liberado al nigger
Sí, él es libre de ser metido en una jaula
En Harlem en Nueva York
Y es libre de ser metido en una jaula en el lado sur de Chicago
Y en el lado oeste
Y es libre de ser metido en una jaula en Hough en Cleveland
Y es libre de ser metido en una jaula en East St. Louis
Y es libre de ser metido en una jaula en Fillmore en San Francisco
Y es libre de ser metido en una jaula en Roxbury en Boston
Los están reuniendo desde millas alrededor  
Manteniendo a los niggers abajo